# Тугой узел
«Тугой узел» — советский художественный фильм, снятый в 1956 году Михаилом Швейцером по повести Владимира Тендрякова «Саша отправляется в путь». В 1957 году картина была отправлена на переработку, после которой вышла на экраны под названием «Саша вступает в жизнь». Изначальная версия и прежнее название ленты были восстановлены в 1988 году. Участие в фильме стало кинематографическим дебютом Олега Табакова.

## История фильма
В 1956 году в журнале «Новый мир» (№ 2, 3) была опубликована повесть Владимира Тендрякова «Саша отправляется в путь», посвящённая проблемам сельской жизни. Тема, связанная с ломкой старых устоев в хозяйствах и повсеместно возникающими «тугими узлами», была актуальной для того времени, и Михаил Швейцер охотно согласился перенести историю, рассказанную в произведении Тендрякова, на экран.
По воспоминаниям режиссёра, съёмки (фильм снимался в селе Красном Костромской области) проходили без особых сложностей, киногруппа работала с опережением графика, студия приняла фильм почти без замечаний. Проблемы начались после того, как готовую ленту отправили на утверждение в Главное управление по производству фильмов.
Как писал впоследствии Швейцер, рабочая версия картины насторожила отдельных секретарей ЦК КПСС, присутствовавших на просмотре. Их реакция стала поводом для включения вопроса о «Тугом узле» в повестку дня на собрании парткома «Мосфильма», состоявшемся 4 января 1957 года. Фильм был признан «идейно порочным». Через два месяца, в начале марта, на студии прошло расширенное заседание художественного совета, на которое явились не только кинематографисты, но и литераторы — Константин Паустовский, Эммануил Казакевич, Маргарита Алигер. К числу защитников картины относился и Александр Твардовский, заявивший во время выступления, что «фильм будет иметь триумфальное шествие по стране, что его поймут и в низах и в верхах, что он сделает большое дело».
Поддержка писателей не помогла: худсовет «Мосфильма» отменил своё собственное решение о принятии «Тугого узла»; для устранения «идейных ошибок» картина была отправлена «на коренную переработку». В отчёте, подготовленном министром культуры СССР Николаем Михайловым для ЦК КПСС, сообщалось, что «все члены совета категорически высказались против выпуска фильма на экран». Отдельно были отмечены выступления писателей: в докладной записке от 31 мая 1957 года, направленной в Центральный комитет, упоминалось про присутствовавшую на худсовете «фрондирующую группу московских литераторов, пытавшихся оказать влияние на другие виды искусства».
Партийные рецензенты вручили создателям картины список претензий на нескольких машинописных страницах, в котором, в частности, требовалось переиначить трактовку образов партийных деятелей, исключить реплики, негативно характеризующие систему взаимоотношений между райкомами и обкомом, перекроить историю самоубийства одного из председателей колхозов, переписать музыкальный фон, сделав его «светлым и оптимистическим», поменять некоторых актёров (в частности, вместо Владимира Емельянова привлечь к роли секретаря обкома Ивана Переверзева). Преобразованный фильм был выпущен под названием «Саша вступает в жизнь».
В 1986 году при Союзе кинематографистов СССР была создана конфликтная комиссия под председательством Андрея Плахова, занимавшаяся возвращением на экран так называемых «полочных фильмов». Комиссия изучала историю картин, запрещённых к показу в разные годы, и рассредотачивала их по условным категориям. В первую секцию — идеологическую — попали такие ленты, как «Застава Ильича» (режиссёр Марлен Хуциев), «История Аси Клячиной, которая любила, да не вышла замуж» (режиссёр Андрей Кончаловский), «Комиссар» (режиссёр Александр Аскольдов) и «Тугой узел», который был восстановлен и вышел на прокат в 1988 году.

Другим этапным произведением на идеологической полке следует считать «Тугой узел» Михаила Швейцера, где критика колхозных порядков оказалась явно слишком острой для самого начала хрущёвской оттепели. Фильм был варварски перемонтирован и выпущен под идиотским названием «Саша входит в жизнь», что навсегда отбило у Швейцера охоту делать острое социальное кино, и он посвятил себя экранизациям классики. — Андрей Плахов
Вариант фильма, восстановленный в 1988 году, отличался от первоначального — он вышел на экраны чёрно-белым и с небольшими купюрами, сделанными на этот раз режиссёром по собственной инициативе.

 Это удивительная картина в оригинале. Швейцер снял настоящее социальное советское кино, чего у нас долго не было. Заметьте — в цвете. Государство фильм не одобрило, и он был запрещён. Мы его утащили к себе. «Тугой узел» лежал у нас долгие годы и, поскольку был снят на «Кодаке», то долго не выцветал. — Владимир Дмитриев
Первоначальный вариант фильма впервые был показан на телеканале «Культура» 7 апреля 2019 года.

## Сюжет
После смерти старого секретаря райкома в должность партийного руководителя района вступает энергичный Павел Мансуров (Виктор Авдюшко). Председатели крупных колхозов, входящих в состав района, поначалу с одобрением воспринимают деятельность молодого лидера. Однако вскоре они начинают понимать, что Мансуров интересуется не столько делами в хозяйствах, сколько выстраиванием собственной карьеры. Конфликты и чрезвычайные происшествия неуклонно нарастают: так, Павел берёт для района завышенные обязательства, с которыми при отсутствии необходимой инфраструктуры колхозы не справляются; после жёсткого разговора с секретарём райкома кончает жизнь самоубийством старейший из местных руководителей; ради дискредитации другого неугодного председателя Мансуров организует разоблачительную статью в газете. Одним из его оппонентов становится сын прежнего секретаря райкома — юный Саша Комелев (Олег Табаков).
Отдельная сюжетная линия фильма связана с любовным треугольником. Саша ухаживает за звеньевой молодёжной бригады Катей Зеленцовой; дело постепенно движется к свадьбе. Внезапно Катя прерывает все отношения с Комелевым, объясняя, что её сердце отдано секретарю райкома. Девушка знает о негативном отношении односельчан к Мансурову, однако воспринимает его как внутренне одинокого человека, которого людская молва наделяет всевозможными пороками. В финале картины, случайно услышав, как Павел в кулуарах партсобрания пытается сплести очередную интригу с помощью доверенного человека, Катя не может сдержать слёз.

## Актёры и роли
На роль Павла Мансурова Швейцер пригласил Виктора Авдюшко. Этот выбор удивил директора «Мосфильма» Ивана Пырьева, считавшего, что Авдюшко — актёр с «положительным обаянием», тогда как в образе секретаря райкома превалируют черты одержимого карьерными устремлениями администратора. Режиссёр, отстаивая собственное решение, вынужден был дать Пырьеву расписку, в которой гарантировал, что Виктор Антонович справится с ролью авантюриста, готового ради расположения вышестоящего начальства сметать со своего пути вчерашних единомышленников.
Для студента школы-студии МХАТ Олега Табакова участие в фильме «Тугой узел» стало кинематографическим дебютом, который, по словам театроведа Майи Туровской, оказался вполне удачным. Тем не менее роль Саши Комелева Туровская назвала не началом, а «в лучшем случае преддверием, очень приблизительным и бледным эскизом образа, который создал позже актёр Табаков и который создал Табакова-актёра». Возможно, причиной некоторой экранной нереализованности его героя является то, что режиссёр сконцентрировал своё внимание на раскрытии характера Мансурова, в тени которого поневоле остались другие персонажи. По сюжету картины Саше Комелеву приходится быть не столько деятелем, сколько наблюдателем.

Актёр с хорошей и достоверной безыскусственностью передавал первое отчаянное Сашино горе и неудержимую, непосредственную радость его семнадцати лет, его инфантильную взрослость, трогательные треволнения первой неудавшейся любви и срывающуюся мальчишескую принципиальность — все акварельные и нежные переливы едва мужающего, застенчивого и прямого характера. Но своей темы актёр в нём ещё не нащупал.

## В ролях
| Актёр                | Роль                       |
| -------------------- | -------------------------- |
| Виктор Авдюшко       | Павел Сергеевич Мансуров   |
| Николай Сергеев      | Игнат Егорович Гмызин      |
| Олег Табаков         | Саша Комелев               |
| Павел Волков         | Феодосий Савельевич Мургин |
| Валентина Пугачёва   | Катя Зеленцова             |
| Валентина Березуцкая | Настя Баклушина            |
| Владимир Емельянов   | Курганов                   |
| Пётр Кирюткин        | Евлампий Ногин             |
| Светлана Коновалова  | Алла Мансурова             |
| Анатолий Дудоров     | Обыдённов                  |
| Николай Хрящиков     | Степан Комелев             |
| Григорий Михайлов    | шофёр                      |
| Елена Максимова      | мать Саши                  |
| Гавриил Белов        | Пятерский                  |
| Антонина Богданова   | жена Гмызина               |
| Лилия Гурова         | Авдотья                    |
| Игорь Безяев         | начальник фермы            |
| Вера Бурлакова       | скотница                   |
| Юрий Медведев        | Мешков                     |
| Александра Денисова  | Наталья                    |
| Елена Вольская       | телеграфистка              |